# Spinola's veldtocht van 1605-1606

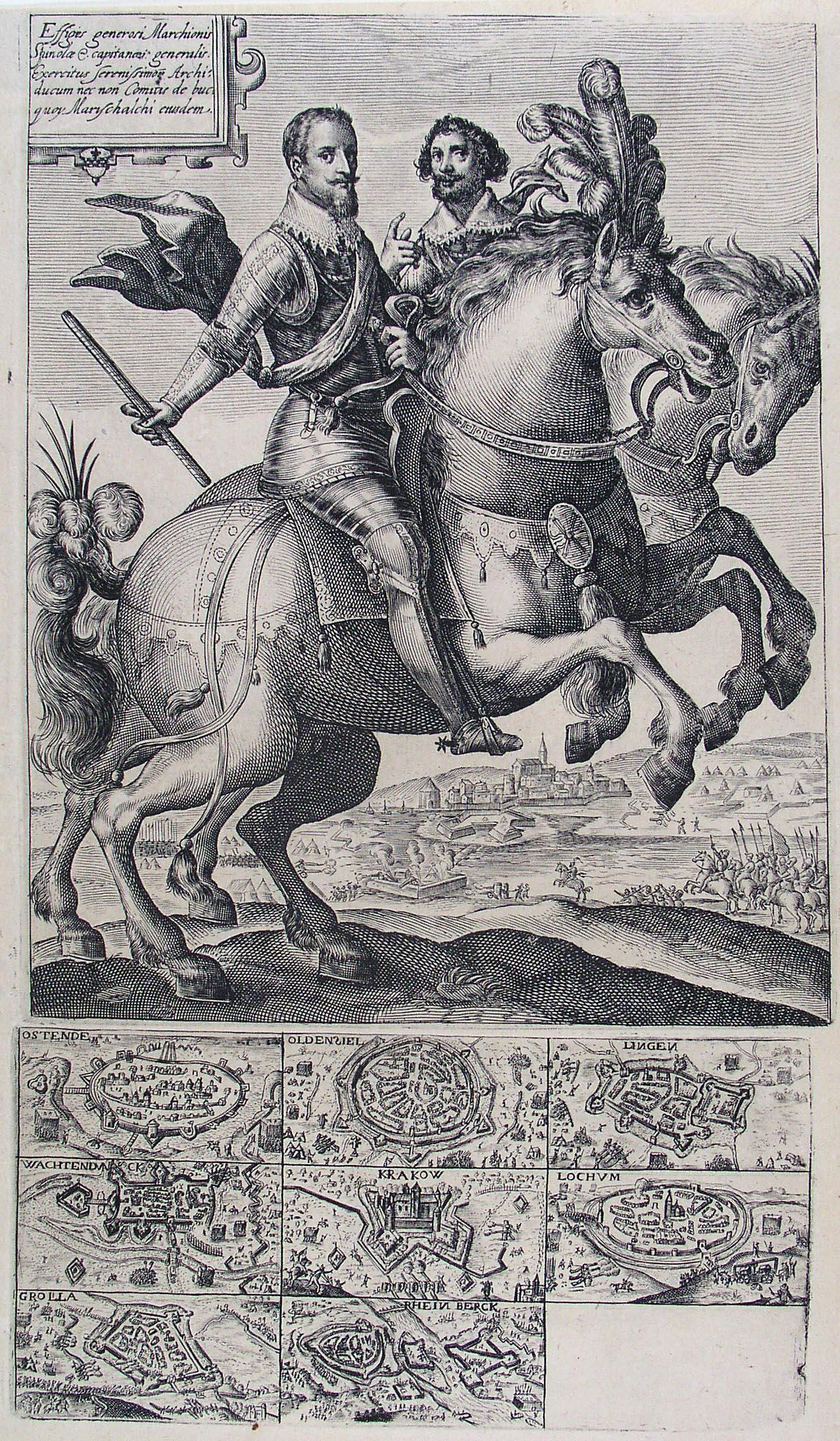
Spinola te paard met zijn rechterhand de Graaf van Busquoy en de door hem veroverde steden (onder)

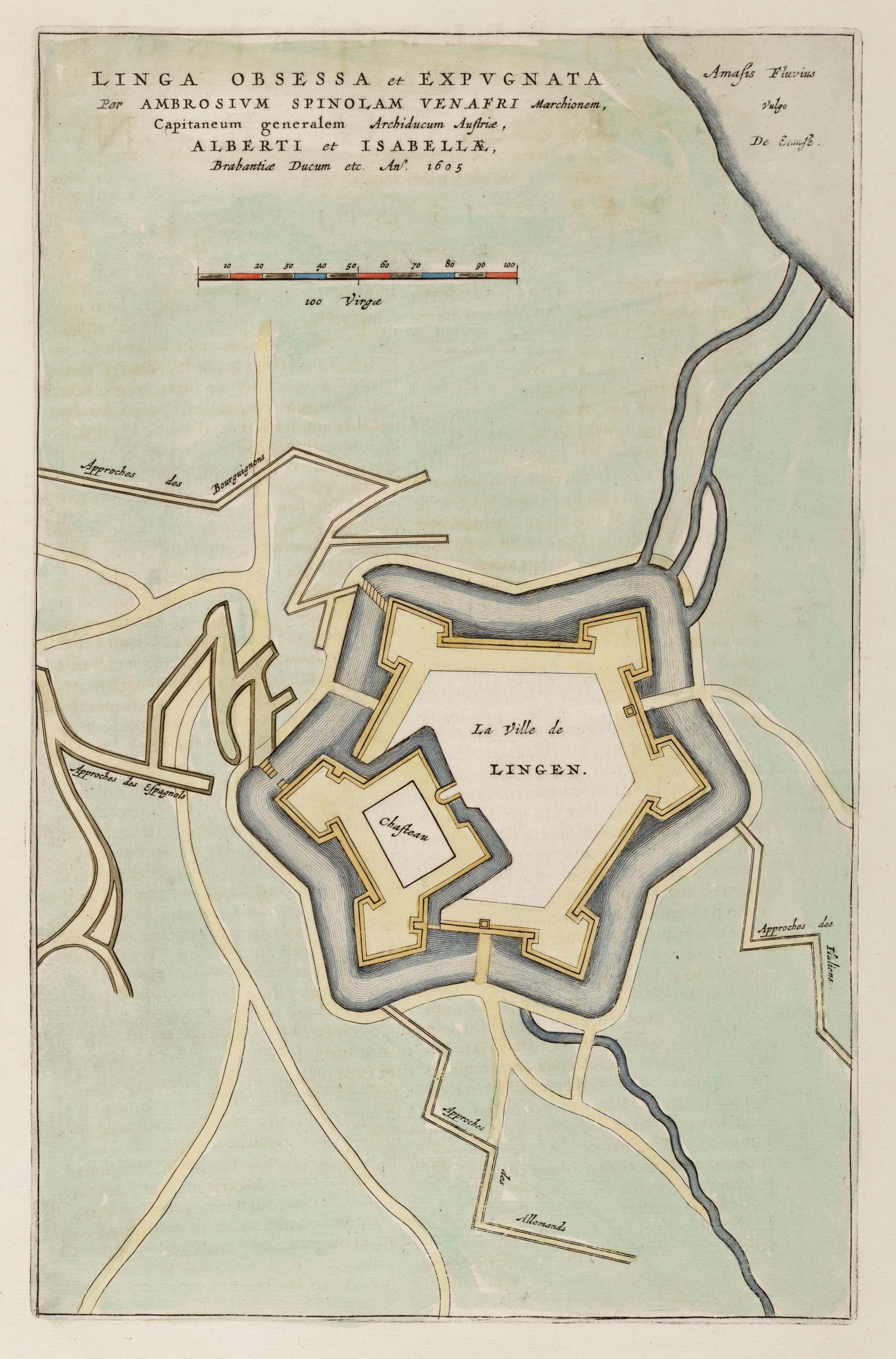
Beleg van Lingen.

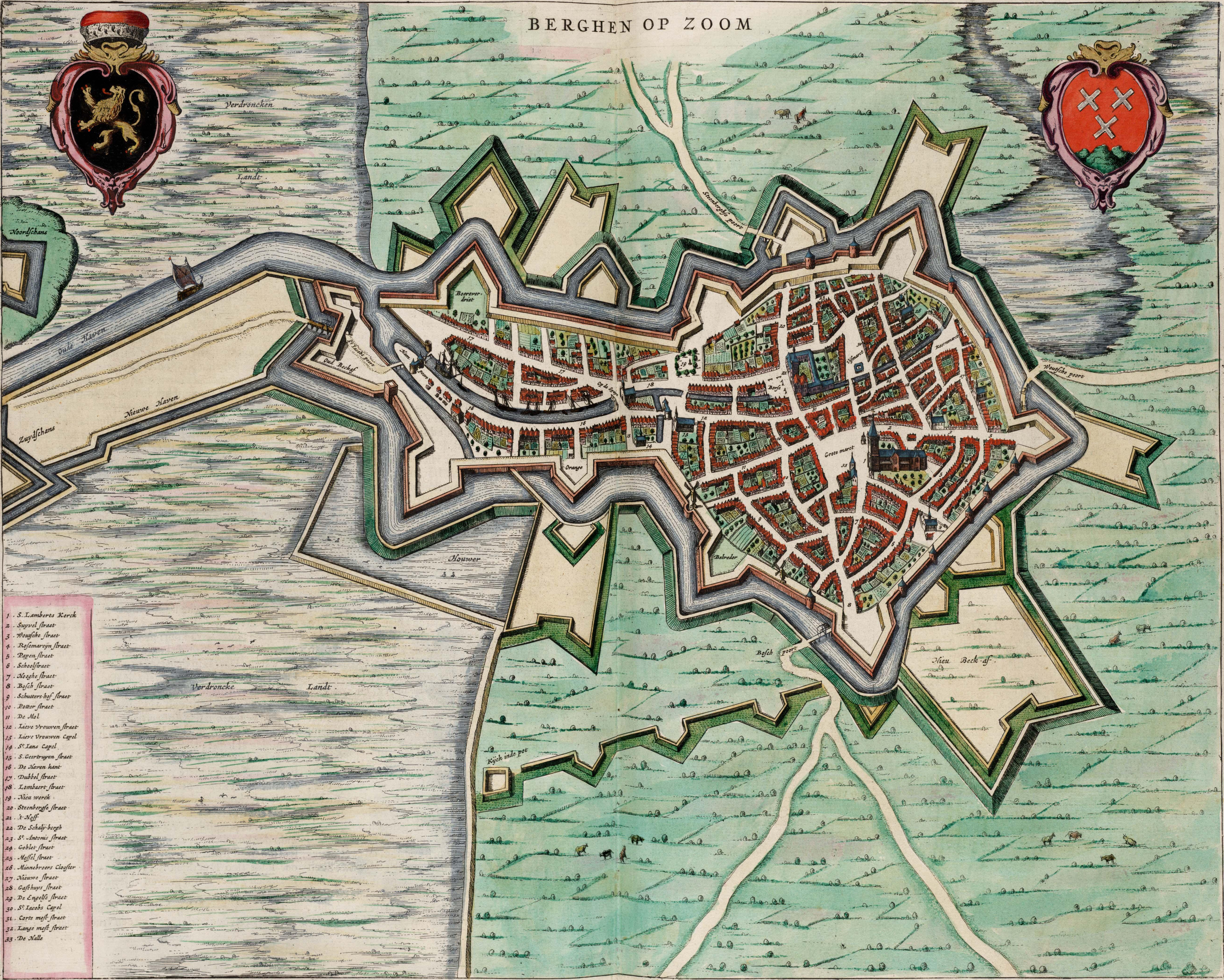
Aanvallen op Bergen op Zoom.

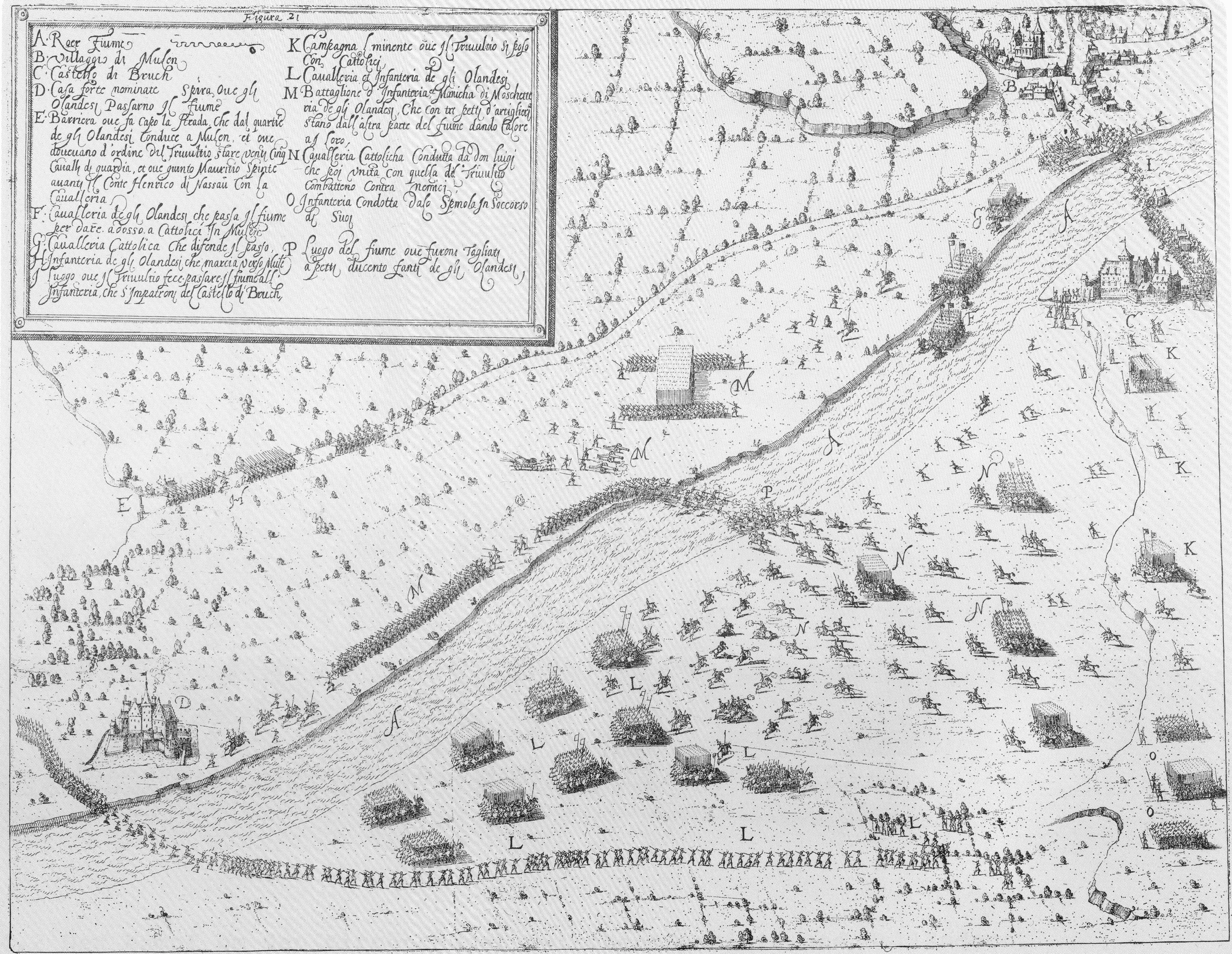
Slag bij Mülheim.

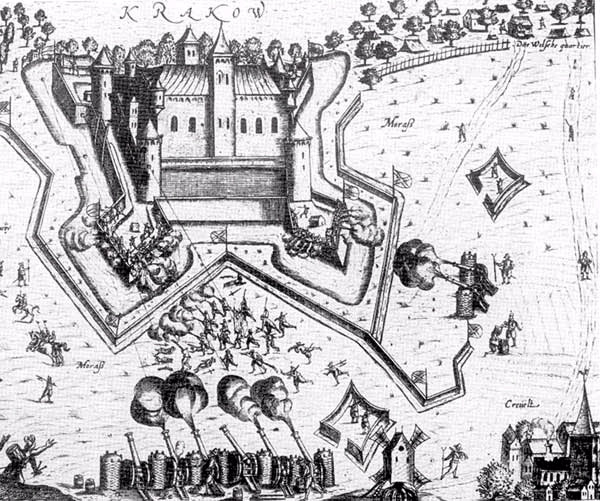
Beleg van Krakau.

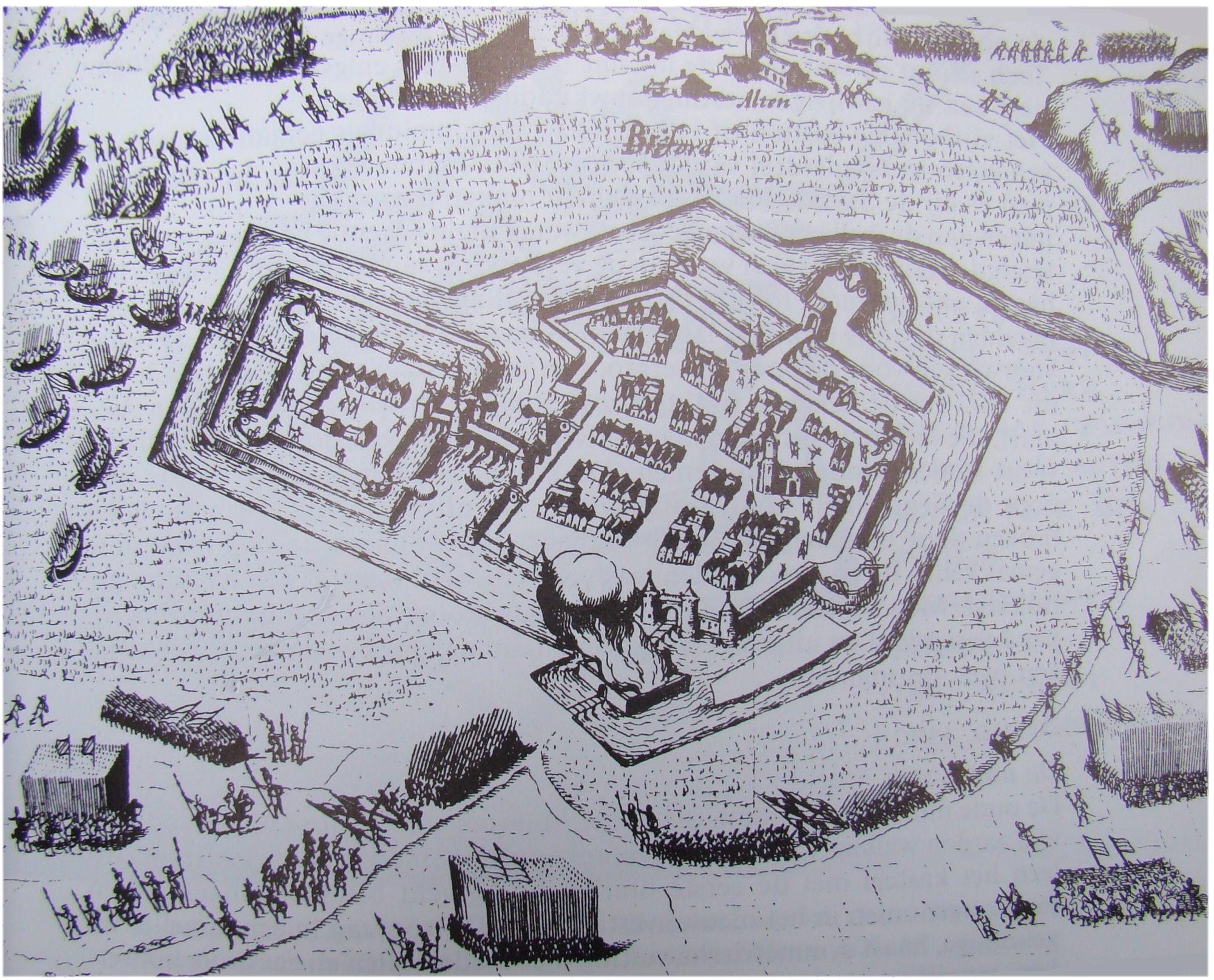
Ontzet van Bredevoort.

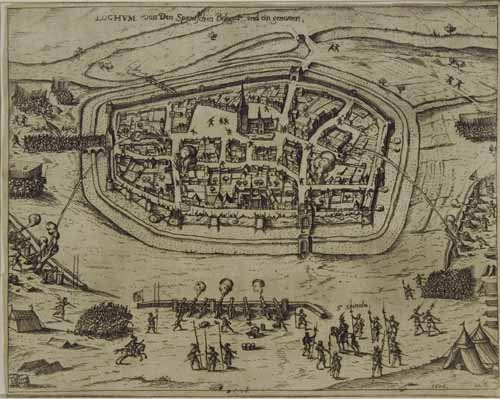
Beleg van Lochem.

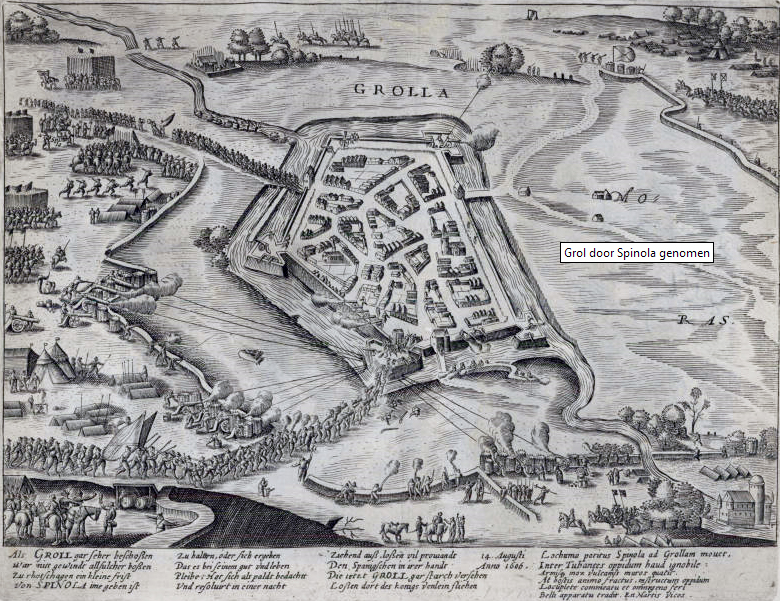
Beleg van Groenlo.

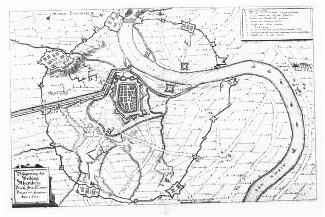
Beleg van Rheinberg.

Spinola's veldtocht van 1605-1606 was de succesvolle veldtocht die Ambrogio Spinola ondernam met zijn leger in het oosten van de Republiek, van juli 1605 tot en met oktober 1606. In die 15 maanden veroverde hij meerdere steden voor de Spaanse koning. De veldtocht maakte deel uit van de Tachtigjarige Oorlog.

## Voorgeschiedenis
Ambrogio Spinola, was een militair strateeg, geroemd door vriend en vijand. Hij werd in 1601 door de Spaanse koning Filips III naar de Nederlanden gezonden om de aartshertog Albrecht van Oostenrijk militair bij te staan, die het jaar ervoor de Slag bij Nieuwpoort had verloren. In 1602 kwam Spinola met 9000 man aan in de Nederlanden. Hij redde daarmee het bewind van landvoogd Albrecht van Oostenrijk. Hij werd vrijwel direct benoemd tot opperbevelhebber van het leger van de Zuidelijke Nederlanden. Spinola is vooral bekend en berucht om zijn belegering van Oostende. In 1604 slaagde hij erin de stad te veroveren.

## Veldtocht
Tijdens de veldtocht werd Spinola veelvuldig bijgestaan door Maarschalk de Graaf van Busquoy die veel successen wist te boeken. Spinola werd door de opstandige Noordelijke Nederlanden gevreesd, maar ook bewonderd om zijn militaire talent.

### Oldenzaal
Spinola was na het Beleg van Oostende op 6 juli uit Vlaanderen getrokken en liet graaf Frederik van den Bergh de zaken waarnemen. Hij trok met een leger van 15.000 man richting Keulen waar hij proviand insloeg. In Keulen hoorde Spinola dat Oldenzaal en Lingen onderbezet waren, en dat ze in Lingen ook nog eens bezig waren de vestingwerken te vernieuwen. Oldenzaal viel na twee dagen beleg als een rijpe appel in de handen van Spinola. Hij trok onmiddellijk door naar Lingen.

### Lingen
Lingen had wegens herstelwerkzaamheden weinig kans tegenover de Spaanse overmacht. Na een beleg van acht dagen moest ook Lingen zich overgeven. Het garnizoen had zich nog dapper verzet, maar doorvechten werd door de burgers afgeraden, omdat niemand wist of er een mogelijkheid van ontzet bestond. Spinola raakte euforisch van deze overwinning. Spinola trok nu naar het zuiden met zijn ongeveer 20.000 man sterke legermacht in het Ruhrgebied tussen Duisburg en Ruhrort.

### Bergen op Zoom
Spinola had Du Terrail naar Bergen op Zoom gestuurd om deze stad bij verrassing in te nemen, terwijl Spinola's troepen de vestingwerken van Lingen herstelden. Du Terrail deed uiteindelijk twee aanslagen op de stad die beide mislukten. Eerder dit jaar mislukte ook de Staatse aanslag op Antwerpen al. Na deze mislukkingen zou het front naar de oostelijke richting van de Staten gaan verschuiven.

### Mülheim
Vanaf deze plek trokken acht compagnieën infanterie en 800 ruiters naar het dorp Mülheim en het Kasteel Broek om deze te bezetten. Toen de bij Wesel legerende Maurits van Nassau, de latere prins van Oranje, daarvan vernam, besloot hij onmiddellijk aan te vallen. Samen met zijn halfbroer Frederik Hendrik graaf van Nassau en hun leger bestaande uit 2000 ruiters, 2400 man infanterie en drie kanonnen viel hij op 9 oktober rond 13:00 uur de Spanjaarden aan. Het ontaardde in een bloedige strijd rondom het Kasteel Broek en het dorp Mülheim. Het lukte de Staatse troepen bijna de Spanjaarden uit Mülheim te verdrijven en het Kasteel Broek te bevrijden. Door een list van de Spanjaarden werd dit voorkomen.

### Wachtendonk
Spinola had de Graaf van Busquoy vooruit gestuurd om Wachtendonk te bestormen. Bij aankomst van de hoofdmacht was het grootste werk al gedaan, en dankzij de droogte was het innemen van deze stad erg voortvarend verlopen. Een ontzet door Maurits van Oranje mislukte, en na twintig dagen van belegeren moest ook Wachtendonk zich overgeven. Hierop besloot Busquoy zijn geluk bij het kasteel Krakau te wagen.

### Kasteel Krakau
Nog steeds profiterend van de droogte was het kasteel Krakau een makkelijke prooi, waar het onder normale omstandigheden in een moeras lag, lag het nu droog. Met een overmacht bleek het kasteel vrij eenvoudig in te nemen, zodra de beschietingen begonnen vluchtten de soldaten het kasteel op, en gaven zich over. Deze mochten oneervol de aftocht blazen. Nu trok Spinola met de legermacht naar het westelijke richting. Spinola probeerde voet te krijgen in de Veluwe en Betuwe maar werd door Maurits de pas afgesneden.

### Bredevoort
Op 14 maart 1606, terwijl soldaten en burgers Vastenavond vieren, waarvan velen dronken waren of sliepen, kwam vanuit Oldenzaal een Spaanse groep van 500 man cavalerie en 1400 man infanterie onder leiding van Guielmo Verdugo naar Bredevoort. Middels een list drongen de ruiters de stad binnen, en vermoordden iedereen die zij op hun pad tegenkwamen. De stad wordt echter ontzet door Frederik Hendrik die de Spaanse bende onder gunstige voorwaarden laat gaan, dit tot groot ongenoegen van Maurits.

### Berkumerbrug
Spinola liet een deel van zijn leger over de Regge en Vecht naar Zwolle oprukken met de bedoeling die stad en Genemuiden te veroveren, om zo de verbinding tussen Noord- en West-Nederland te verbreken en te kunnen doorstoten naar Friesland. De Spanjaarden werden echter teruggedreven bij Berkum op 2 augustus 1606. Hierdoor werd Spinola gedwongen zijn plannen over een andere boeg te gooien.

### Lochem
Van 4 tot 14 augustus was Lochem belegerd geweest, en uiteindelijk ingenomen door Spinola. Ongeveer 100 Staatsen en 900 Spanjaarden zijn gesneuveld bij deze strijd. Desalniettemin werd de stad onder gunstige voorwaarden overgegeven aan de belegeraars: Godsdienstvrijheid. Gelijkertijd was Spinola ook in Groenlo actief.

### Groenlo
Dit beleg duurde van 3 tot 14 augustus en resulteerde in een overgave van de stad aan het Spaanse leger. Enkele maanden later in 1606 zou Maurits op zijn beurt Grol belegeren, maar dit mislukte door inadequaat handelen en tussenkomst van Spinola. Grol zou tot het Beleg van Grol in 1627 in Spaanse handen blijven.

### Rheinberg
Na Groenlo veroverd te hebben gaf Spinola opdracht aan de Graaf van Busquoy om Rheinberg te bestormen. Op 24 augustus trok Spinola door naar Wesel om zich aan te sluiten bij Buquoy. Maurits had Frederik Hendrik achter Spinola aangestuurd. Een poging om Spinola af te snijden mislukte, maar wist de soldaten de stad binnen te sluizen via de ingangen die nog niet door Spaanse troepen waren bezet. Rijnberk werd door Spinola ingesloten en belegerd. Vanuit de stad werden nog diverse uitvallen gedaan, maar de Spanjaarden groeven onverbeten door aan de loopgraven, en wisten de stad steeds dichterbij te naderen. Maurits wist de stad niet te ontzetten, omdat Spinola's verschansingen te sterk bleken. Velasco doorzag deze tactiek waarop hij de hulp inriep van Buquoy en wilden verenigd slag leveren tegen Maurits. Hiervan zag Maurits af. Maurits verklaarde dat de legers van Spinola te sterk waren, hij wilde geen steden van meer belang opofferen ten behoeve van een stad zo ver van Staatse grenzen verwijderd. De stad werd na een beleg van vijf weken op eerlijke voorwaarden overgegeven.

## Verder verloop
Spinola moest kort na de inname van de stad de strijd aangaan met een andere vijand: muiterij. Door een beurskrach in Milaan, had Spinola opeens niet veel geld meer te besteden, waardoor hij zich terug moest trekken. Op 31 januari 1608 arriveerde Ambrogio Spinola op het Ouden Hoofd (later Spaansekade genoemd) in Rotterdam voor onderhandelingen met de admiraliteit van de Maze, die in het jaar daarop (1609), het Twaalfjarig Bestand zouden inluiden. Op 5 juni 1625 veroverde generaal Spinola Breda, een belangrijke vestingstad, op Frederik Hendrik, wat het hoogtepunt van zijn carrière was. Hij had tijdens dit beleg al te kampen met onvoldoende financiële steun vanuit Spanje. Spinola keerde in 1628 terug naar Spanje, vastbesloten pas terug te keren naar de Nederlanden als hij van voldoende middelen verzekerd was. Dat is nooit gelukt. Het verlies van Grol werd Spinola zwaar aangerekend door minister Olivares. Door deze aantasting van zijn eer en door geldgebrek voor de operatie in de Nederlanden besloot hij om niet meer terug te keren. In 1629 werd hij naar Italië gestuurd om zich te mengen in een opvolgingskwestie in Mantua. Bij de belegering van Casale in 1630 stierf hij, ziek en berooid.